# Turpinia ternata
Turpinia ternata là một loài thực vật có hoa trong họ Staphyleaceae. Loài này được Nakai miêu tả khoa học đầu tiên năm 1924.